# بلاضی شوهوم
بلاضی شوهوم  یک روستا در عمان است که در عبری (عمان) واقع شده‌است.